# Kenneth S. Russell
Kenneth S. Russell, australski astronom britanskog podrijetla. Otkrio komet Jupiterove obitelji 83D/Russell 16. lipnja 1979. godine. Bio je tad dio jedinice UK Schmidt Telescope. Otkrio je komet na fotografskoj ploči kojuje izložio P. R. Standen na 122-cmski Schmidtov teleskop u opservatoriju Siding Spring.

## Popis otkri'a
10. rujna 2015. otkrio je dva asteroida., jednu supernovu i suotkrio je trideset kometa. 
| Vrsta objekta           | Ime                        | Nadnevak otkrića   | Suotkrivatelji     | Izvori        |
| komet                   | 83D/Russell 1              | 16. lipnja 1979.   | -                  | [ 4 ]         |
| asteroid skupine Apollo | 1979 XB                    | 11. prosinca 1979. | -                  | [ 5 ]         |
| komet                   | C/1980 R1 Russell          | 6. rujna 1980.     | -                  | [ 6 ]         |
| komet                   | 89P/Russell 2              | 28. rujna 1980.    | -                  | [ 7 ]         |
| komet                   | 91P/Russell 3              | 14. lipnja 1983.   | -                  | [ 8 ]         |
| komet                   | 94P/Russell 4              | 2. ožujka 1984.    | -                  | [ 9 ]         |
| komet                   | 156P/Russell-LINEAR 1      | 3. rujna 1986.     | LINEAR             | [ 10 ] [ 11 ] |
| komet                   | C/1989 Y2 McKenzie-Russell | 21. prosinca 1989. | Patricia McKenzie  | [ 12 ]        |
| komet                   | C/1991 C3 McNaught-Russell | 12. veljače 1991.  | Robert H. McNaught | [ 13 ]        |
| komet                   | C/1991 Q1 McNaught-Russell | 30. kolovoza 1991. | Robert H. McNaught | [ 14 ]        |
| supernova               | 1991ar                     | 2. rujna 1991.     | Robert H. McNaught | [ 15 ] [ 16 ] |
| komet                   | C/1991 R1 McNaught-Russell | 3. rujna 1991.     | Robert H. McNaught | [ 17 ]        |
| komet                   | C/1993 Y1 McNaught-Russell | 17. prosinca 1993. | Robert H. McNaught | [ 18 ]        |
| komet                   | 262P/McNaught-Russell      | 12. prosinca 1994. | Robert H. McNaught | [ 19 ]        |
| komet                   | C/1996 P2 Russell-Watson   | 10. kolovoza 1996. | Fred G. Watson     | [ 20 ]        |